# Collegio di Leeds Central and Headingley
Leeds Central and Headingley è un collegio elettorale situato nel West Yorkshire, nella regione dello Yorkshire e Humber, e rappresentato alla Camera dei comuni del Parlamento del Regno Unito. Elegge un membro del parlamento con il sistema first-past-the-post, ossia maggioritario a turno unico; l'attuale parlamentare è Alex Sobel del Partito Laburista e Co-Operativo, che rappresenta il collegio dal 2024.

## Estensione
Il collegio comprende i seguenti ward della città di Leeds: Headingley and Hyde Park; Kirkstall; Little London and Woodhouse e Weetwood.

## Membri del parlamento
| Elezione | Elezione | Deputato   | Partito         |
| -------- | -------- | ---------- | --------------- |
|          | 2024     | Alex Sobel | Laburista Co-Op |

## Elezioni

### Elezioni negli anni 2020
| Partito                    | Partito                                            | Candidato                  | Risultati 4 luglio 2024 | Risultati 4 luglio 2024 |
| Partito                    | Partito                                            | Candidato                  | Voti                    | %                       |
| -------------------------- | -------------------------------------------------- | -------------------------- | ----------------------- | ----------------------- |
|                            | Laburista Co-Op                                    | Alex Sobel                 | 15 853                  | 50,18                   |
|                            | Verdi                                              | Chris Foren                | 7 431                   | 23,52                   |
|                            | Lib Dem                                            | Chris Howley               | 2 611                   | 8,26                    |
|                            | Reform UK                                          | Reggie Wray                | 2 399                   | 7,59                    |
|                            | Conservatore                                       | Jenny Jackson              | 2 237                   | 7,08                    |
|                            | Workers                                            | Owais Rajput               | 691                     | 2,19                    |
|                            | Social Democratico                                 | Rob Walker                 | 187                     | 0,59                    |
|                            | TUSC                                               | Louie George Fulton        | 186                     | 0,59                    |
|                            |                                                    |                            |                         |                         |
| Iscritti                   | Iscritti                                           | Iscritti                   | 70 554                  | 100,00                  |
| ↳ Votanti (% su iscritti)  | ↳ Votanti (% su iscritti)                          | ↳ Votanti (% su iscritti)  | 61 595                  | 87,30                   |
| ↳ Astenuti (% su iscritti) | ↳ Astenuti (% su iscritti)                         | ↳ Astenuti (% su iscritti) | 8 959                   | 12,70                   |
|                            |                                                    |                            |                         |                         |
|                            | Esito: collegio a Laburista Co-Op (nuovo collegio) |                            |                         |                         |